# Andrena aegypticola
Andrena aegypticola is een vliesvleugelig insect uit de familie Andrenidae. De wetenschappelijke naam van de soort is voor het eerst geldig gepubliceerd in 1922 door Heinrich Friese.